# Lacul de acumulare Gorki

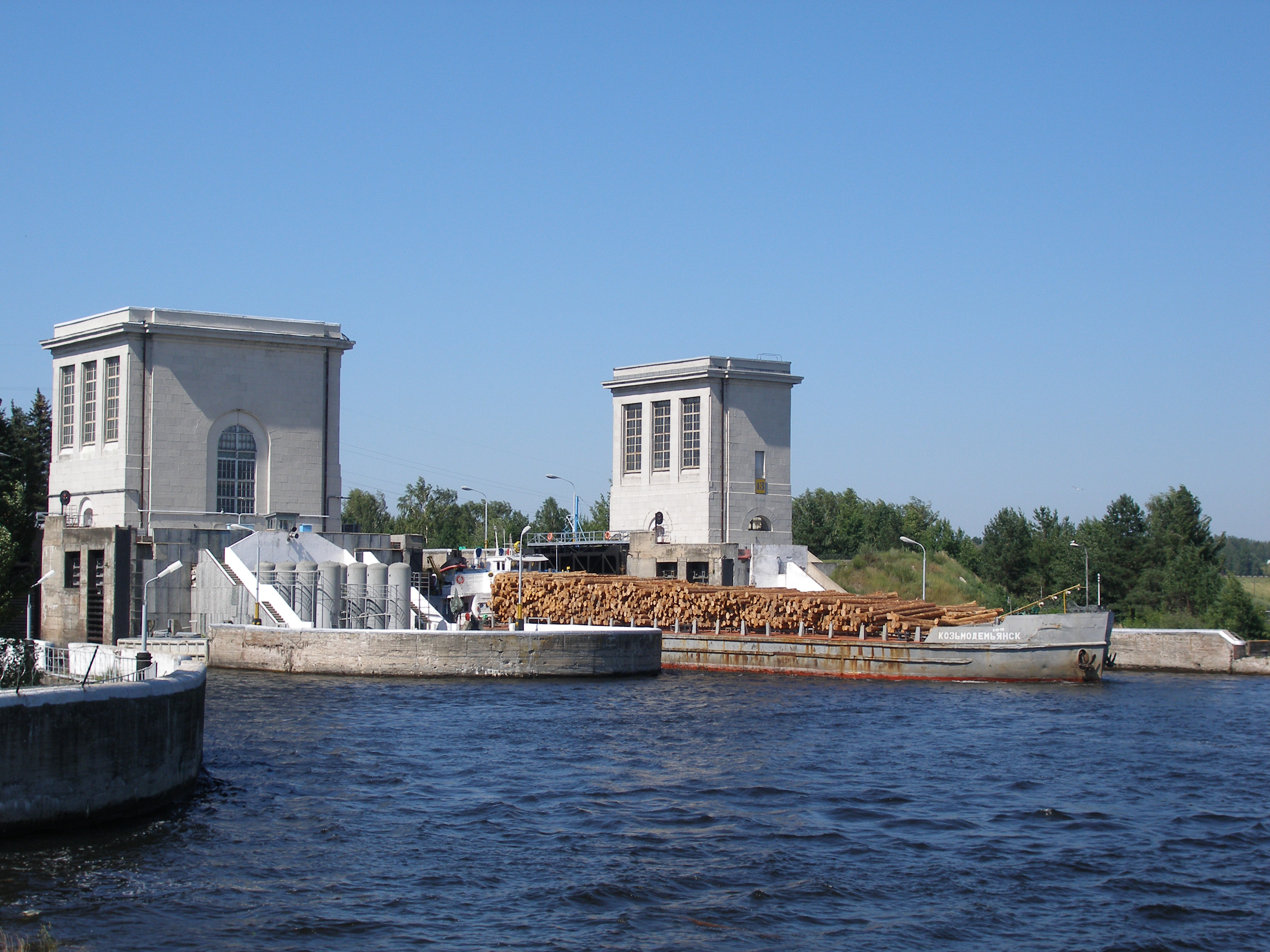
Lacul de acumulare Gorki

Lacul de acumulare Gorki (rus. Горьковское водохранилище) este un lac de acumulare care face parte din sistemul numit Cascadele de pe Volga și Kama. Lacul se află la 360 km nord-vest de Moscova, în apropiere de orașul Gorodeț, regiunea Nijni Novgorod care are capitala la Novgorod. Suprafața oglindei de apă al lacului atinge 1.590 km², cu un volum de 8,7 miliarde m³ de apă.